# Micula
Micula (Mikola en hongrois) est une commune roumaine du județ de Satu Mare, dans la région historique de Transylvanie et dans la région de développement du Nord-ouest.

## Géographie
La commune de Micula est située dans le nord du județ, à la frontière avec l'Ukraine et la Hongrie, sur la rive gauche de la Tur, dans la plaine du Someș, à 16 km au nord de Satu Mare, le chef-lieu du județ.
La municipalité est composée des trois villages suivants (population en 2002) :
- Bercu Nou (233) ;
- Micula (316), siège de la commune ;
- Micula Nouă (444).

## Histoire
La première mention écrite du village de Micula date de 1216 dans une lettre du roi André II de Hongrie qui en fait don au comte Merka qui le possèdera jusqu'au XIXe siècle.
La commune, qui appartenait au royaume de Hongrie, faisait partie de la principauté de Transylvanie et elle en a donc suivi l'histoire. EN 1717, la commune souffre beaucoup des invasions tatares (incendies, pillages).
Après le compromis de 1867 entre Autrichiens et Hongrois de l'empire d'Autriche, la principauté de Transylvanie disparaît et, en 1876, le royaume de Hongrie est partagé en comitats. Micula intègre le comitat de Szatmár (Szatmár vármegye). De nombreux Juifs s'installent dans la commune au XIXe siècle. En 1869, la commune est desservie par la toute nouvelle ligne de chemin de fer.
À la fin de la Première Guerre mondiale, l'Empire austro-hongrois disparaît et la commune rejoint la Grande Roumanie au traité de Trianon. Le village de Micula Nouă est créé en 1925.
En 1940, à la suite du deuxième arbitrage de Vienne, elle est annexée par la Hongrie jusqu'en 1944, période durant laquelle sa communauté juive est exterminée par les nazis. Elle réintègre la Roumanie après la Seconde Guerre mondiale au traité de Paris en 1947.

## Politique
Le conseil municipal de Micula compte 13 sièges de conseillers municipaux. À l'issue des élections municipales de juin 2008, Ștefan Dobos (UDMR) a été élu maire de la commune.
| Parti                                      | Nombre de conseillers |
| ------------------------------------------ | --------------------- |
| Union démocrate magyare de Roumanie (UDMR) | 8                     |
| Parti démocrate-libéral (PD-L)             | 3                     |
| Parti national libéral (PNL)               | 2                     |

## Religions
En 2002, la composition religieuse de la commune était la suivante :
- Chrétiens orthodoxes, 31,82 % ;
- Pentecôtistes, 19,21 % ;
- Réformés, 18,50 % ;
- Catholiques romains, 16,25 % ;
- Grecs-Catholiques, 8,53 % ;
- Adventistes du septième jour, 2,43 %.

## Démographie
En 1910, à l'époque austro-hongroise, la commune comptait 1 885 Hongrois (99,42 %), 1 Roumain (0,05 %) et 10 Allemands (0,53 %),.
En 1930, on dénombrait 1 173 Hongrois (59,00 %), 320 Ukrainiens (16,10 %), 293 Roumains (14,74 %), 119 Juifs (5,99 %), 61 Tsiganes (3,07 %) et 4 Allemands (0,20 %).
En 1956, après la Seconde Guerre mondiale, 1 565 Hongrois (51,26 %) côtoyaient 1 294 Roumains (42,38 %), 111 Ukrainiens (3,64 %), 74 Tsiganes (2,40 %) et 4 juifs (0,13 %).
En 2002, la commune comptait 1 456 Hongrois (38,48 %), 1 454 Roumains (38,43 %), 621 Ukrainiens (16,41 %) et 245 Tsiganes (6,47 %). On comptait à cette date 110 ménages et 1 060 logements.
| 1880  | 1890  | 1900  | 1910  | 1920  | 1930  | 1941  | 1956  | 1966  |
| ----- | ----- | ----- | ----- | ----- | ----- | ----- | ----- | ----- |
| 1 311 | 1 579 | 1 715 | 1 896 | 1 582 | 1 988 | 2 295 | 3 053 | 3 387 |

| 1977  | 1992  | 2002  | 2007  | - | - | - | - | - |
| ----- | ----- | ----- | ----- | - | - | - | - | - |
| 3 857 | 3 606 | 3 783 | 3 988 | - | - | - | - | - |

## Économie
L'économie de la commune repose sur l'agriculture.

## Communications

### Routes
La route régionale DJ194A permet de rejoindre Satu Mare au sud tandis que la DJ194B atteint Bercu à l'ouest et Agriș et la route nationale DN19 à l'est.

### Voies ferrées
Micula est située sur la ligne des chemins de fer roumains (Căile Ferate Române) Satu Mare-Halmeu-Ukraine.

## Lieux et monuments
- Micula, église réformée datant de 1832-1836, classée monument historique[8].
- Micula, réserve naturelle de la rivière Tur.